# 硒酸钍
硒酸钍是一种无机化合物，化学式为Th(SeO4)2，存在八水合物及碱式盐。

## 物理性质
硒酸钍是具有放射性的固体，微溶于水，溶解度为0.5 g。